# قيادة القوات المشتركة لجمهورية كوريا والولايات المتحدة
قيادة القوات المشتركة لجمهورية كوريا والولايات المتحدة (CFC) بالكورية: 한미연합군사령부) هي مقر قتال حربي مشترك يضم جيش جمهورية كوريا وقوات الولايات المتحدة في كوريا. تأسست عام 1978. خلال زمن الحرب سيكون بمثابة مقر قيادة العمليات لجميع القوات البرية والجوية وقوات العمليات الخاصة في كوريا الجنوبية والولايات المتحدة التي تقاتل في شبه الجزيرة الكورية. منذ نوفمبر 2022 ، يقع المقر الرئيسي لـ CFC في معسكر همفريز ، في بيونجتايك ، كوريا. في السابق كان مقرها الرئيسي في يونغسان غاريسون في سيؤل.
يقود CFC جنرال بالجيش الأمريكي من فئة أربع نجوم ، مع جنرال من جمهورية كوريا من فئة الأربع نجوم نائبًا للقائد. يوجد هذا النمط في هيكل قيادة CFC: إذا كان رئيس قسم الأركان كوريًا ، يكون النائب أمريكيًا والعكس صحيح.
كما يعمل الجنرال الأمريكي ، بالتزامن ، كقائد لقيادة الأمم المتحدة والقائد العام للقوات الأمريكية في كوريا.
تتمثل مهمة CFC في "ردع الأعمال العدوانية الخارجية العدوانية ضد جمهورية كوريا من خلال جهد عسكري مشترك للولايات المتحدة الأمريكية وجمهورية كوريا ؛ وفي حالة فشل الردع ، هزيمة هجوم مسلح خارجي ضد جمهورية كوريا". لإنجاز هذه المهمة ، تتمتع CFC بالسيطرة التشغيلية على أكثر من 600،000 من الأفراد العسكريين في الخدمة الفعلية من جميع الخدمات، في كلا البلدين. في زمن الحرب سيتوسع هذا ليشمل حوالي 3.5 مليون جندي احتياطي من جمهورية كوريا بالإضافة إلى قوات أمريكية إضافية منتشرة من خارج جمهورية كوريا.
من المهم أن نلاحظ أنه على الرغم من الانطباع بوجود سيطرة أمريكية كاملة على القوات المسلحة لجمهورية كوريا عبر CFC ، إلا أن الوحدات الكورية كانت مستقلة تمامًا في وقت السلم. فقط في زمن الحرب سيخضع الجيش الكوري للقيادة العملياتية لـ CFC.